# تفيده فالترمونت
تفيده فالترمونت هي بلدة هولندية بمقاطعة درينته. وهي جزء من بلدية بورخر- أودورن، وتقع حوالي 16 كم شمال إيمين.